# Jiutai
Jiutai (九台 ; pinyin : Jiǔtái) est une ville de la province du Jilin en Chine. C'est une ville-district placée sous la juridiction de la ville sous-provinciale de Changchun. Elle est située à 70 km au nord-est du centre de Changchun et à 80 km au nord-ouest de Jilin.

## Démographie
La population du district était de 832 122 habitants en 1999.